# Llanquitur
Lanquitur, también llamado Yanquetruz o Llanquitrur (f. 16 de diciembre de 1788 en el sur de Mendoza) fue un cacique ranquel establecido en la cuenca del río Agrio, que tomó parte en la guerra pehuenche contra los pehuenches del norte de la actual provincia del Neuquén y contra los españoles de Mendoza. Es considerado uno de los primeros jefes ranqueles, ya que comenzó el traslado de sus seguidores y aliados al territorio núcleo de éstos, en la provincia de La Pampa.
Aparece en los registros de las tropas de la frontera de Mendoza a partir de los años 1770, y muy pronto ya se menciona que tenía 2000 indios de lanza a su mando. Vivía en sus toldos, y periódicamente los cambiaba de lugar sin desplazarse mucho, a lo largo del río Agrio.
Sus tierras limitaban por el oeste con la Capitanía General de Chile, y estaba en buenos términos con sus autoridades. En cambio, tenía serios conflictos con los caciques Aucanamún y Pichintur. Los indígenas pehuenches lanzaban periódicamente malones hasta las cercanías de Mendoza, y la solución propuesta por las autoridades de Chile –de la cual dependía aún la ciudad de Mendoza– fue reunir a los indios en pueblos, para poder controlarlos mejor; los indígenas se opusieron frontalmente y lanzaron una serie de malones hacia el norte. La fundación del fuerte y pueblo de San Carlos llevó a los indígenas a atacarlo, y fue destruido en 1770. Se insistió en reconstruirlo dos veces más, y las dos veces fue destruido. Desde Chile se analizaban con cuidado los conflictos entre los indígenas y se favorecía sistemáticamente al más débil, para que la guerra entre "naciones" indígenas siguiera su curso y se destruyesen mutuamente.
Desde 1777 era comandante de armas y jefe de frontera de Mendoza el maestre de campo José Francisco de Amigorena, un vasco muy activo, que decidió atacar a los pehuenches y no esperarlos. Casi cada año lanzó ataques hacia el sur, destruyendo a los grupos indígenas sin averiguar si eran los autores de los malones o no. Firmó también tratados con los pehuenches del norte, de Malalhue comprometiéndolos a defender Mendoza de los pehuenches del Neuquén. Como consecuencia del mismo, Yanquetruz se mudó desde la Cordillera hacia el río Diamante y comenzó a lanzar malones cada año, en lo que se llama la guerra pehuenche, porque era principalmente un enfrentamiento entre pehuenches de Mendoza y de Neuquén. Desde el Diamante lanzó malones sobre San Luis y Río Cuarto, con lo que la actividad en la frontera se hizo muy intensa, con dos bandos maloneándose mutuamente, y los blancos aportando a la confusión general. El cacique Currilipí permanecía leal a las autoridades españolas de Mendoza. En este período en que los pehuenches fueron tan agresivos, se ha constatado que vivían entre ellos y participaban de los malones algunos centenares de huilliches.
Yanquetruz continuó con sus malones esporádicos; el 16 de diciembre de 1788, Yanquetruz y algunos centenares de hombres fueron emboscados en un lugar llamado Carrera Malal, del sur de Mendoza, y fueron exterminados. El cacique Currilipí entró en Los Ángeles llevando la cabeza de Yanquetruz clavada en una pica.
Fue sucedido como jefe de los pehuenches de las cuencas del Agrio y del alto Neuquén por un tal Cümepayú, que lanzó un ataque contra Currilipí, pero eso es lo único que pudieron registrar los españoles de esa fracción de los pehuenches. Algunos años más tarde, el mando de los pehuenches pasó a un cacique más importante, Rayguán.